# مسجد الحاج المهتدي بالله
مسجد الحاج المهتدي بالله يقع المسجد في كامبونج تاموي، على بعد حوالي 2 كيلومتر من مدينة بندر سري بكاوان عاصمة بروناي .

## البناء
بدأ بناء مسجد الحاج المهتدي بالله في السادس عشر من شهر أغسطس من عام 1995، وتم افتتاح المسجد في السادس عشر من شهر كانون الثاني من عام 1999، بلغت اكلفة بناء المسجد مبلغ قدره 13,000،000.00 دولار أمريكي.

## استيعاب المسجد
يمكن لمسجد الحاج المهتدي بالله أن تستوعب ما مجموعة 1,500 مصلي في وقت واحد، ومن بين التسهيلات المتاحة في المسجد وجود مكتبة تحتوي على العديد من الكتب، بالإضافة لاحتواء المسجد على هيئة الكمال الإسلامية.

## وصلات خارجية
- موقع مسجد الحاج المهتدي بالله على الخريطة
- صورة داخلية لمسجد الحاج المهتدي بالله